# Sala Ducale

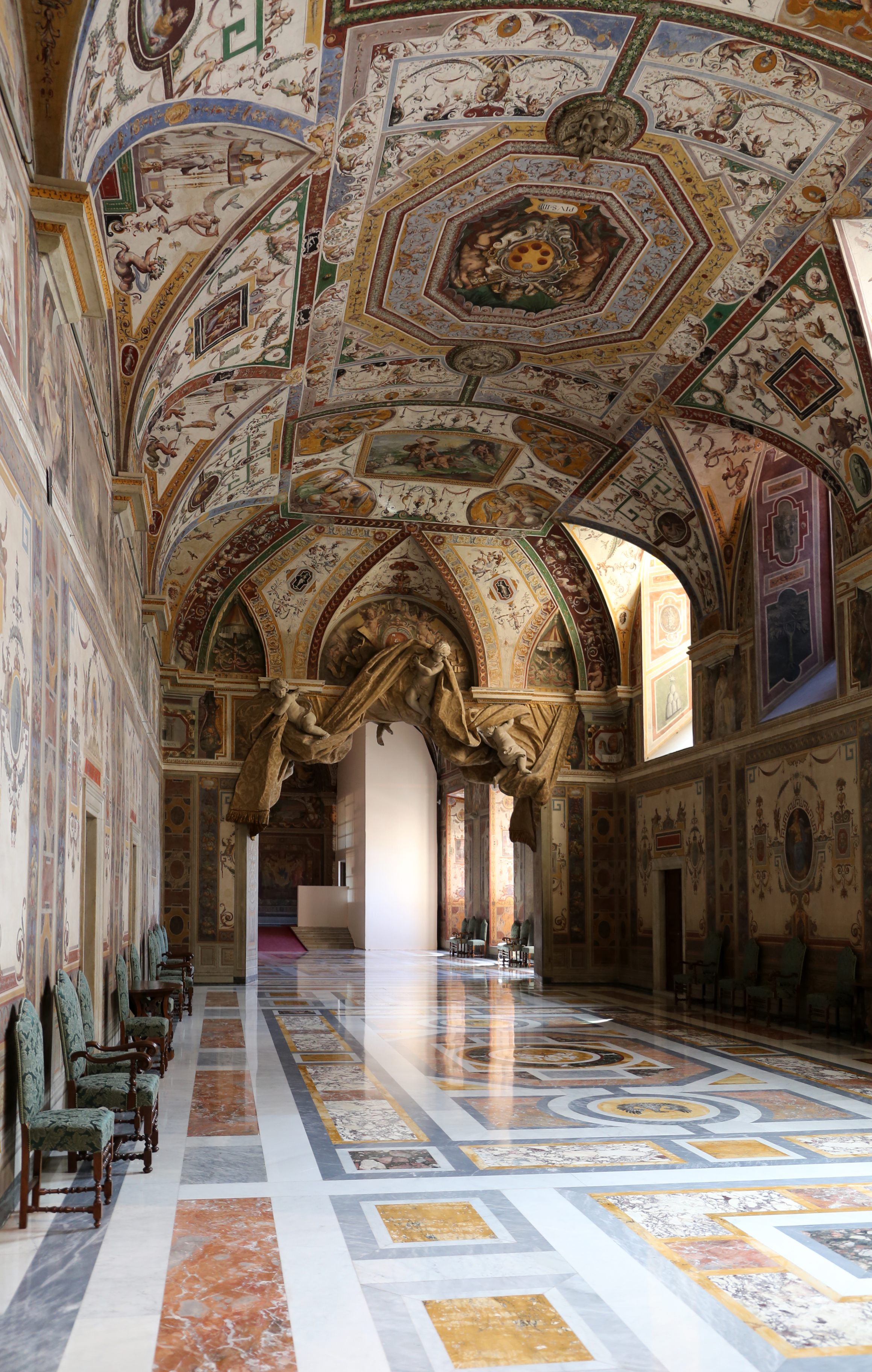
Sala Ducale

La Sala Ducale è una sala d'onore ubicata all'interno del Palazzo Apostolico, nella Città del Vaticano, adiacente e collegata con la Sala Regia.
Anticamente era composta da due sale che vennero unificate da Gian Lorenzo Bernini, con un'ampia arcata dissimulata da un grandioso panneggio retto da angioletti. La volta è decorata da grottesche di Raffaellino da Reggio e Lorenzo Sabatini, con riquadri di Marco Pino, mentre le pareti da paesaggi di Paul Brill. Alcune delle lunette e delle pareti sono completate nei decori da affreschi moderni.
Faceva e fa tuttora parte del percorso ufficiale che fanno i cortei dei monarchi e dei capi di Stato che si recano in visita ufficiale dal papa.
Storicamente, in questa sala, il pontefice saliva sulla sedia gestatoria, onde procedere, sorretto dai sediari pontifici, verso la basilica Vaticana percorrendo la sala Regia e la scala Regia. 
Oggi è usata per lo più in occasione di banchetti o ricevimenti ufficiali.